# Las Huertas (Lima)
Las Huertas es un caserío peruano ubicado en el distrito de Barranca, perteneciente a la provincia homónima del departamento de Lima, en la costa central del Perú. 

## Ubicación
Las Huertas se ubica al este de la provincia de Barranca, en el distrito de Barranca, en el departamento de Lima.

## Demografía
En 2017 Las Huertas tenía una población de 137 habitantes.
| Gráfica de evolución demográfica de Las Huertas entre 1993 y 2017 |
|                                                                   |
| Fuentes: Población 1993 y 2017                                    |